# Königsberg (Schiff, 1907)
Die Königsberg war ein Kleiner Kreuzer der Kaiserlichen Marine, der erste einer Baureihe von vier Schiffen. Im April 1914 wurde sie für die Ostafrikanische Station wieder in Dienst genommen. Obwohl wenig erfolgreich im Kreuzerkrieg, band sie nach der Versenkung des britischen Kreuzers Pegasus vor Sansibar erhebliche Kräfte vor ihrem Versteck in der Rufijimündung, ehe sie am 11. Juli 1915 nach schwersten Zerstörungen durch feindliche Kräfte von ihrer eigenen Besatzung versenkt wurde.

## Einsatzgeschichte

### Dienst vor 1914
In Friedenszeiten wurde die Königsberg öfter zur Begleitung des Kaisers eingesetzt. So wurden im April 1907 die Probefahrten unterbrochen, um als Begleitkreuzer der Kaiserlichen Yacht Hohenzollern während der Elbregatta, der Kieler Woche, vom 3. bis 6. Juni bei einem Treffen mit dem Zaren Nikolaus II. und im Juli 1907 auf der Nordlandreise zum Nordkap zu dienen.
Nach dem Abschluss der restlichen Probefahrten ersetzte das Schiff den Kleinen Kreuzer Medusa bzw. Hamburg im Verband der Aufklärungsschiffe. Ab dem 5. November fuhr die Königsberg zusammen mit dem Großen Kreuzer Scharnhorst und dem Depeschenboot Sleipner im kaiserlichen Tross nach Großbritannien und in die Niederlande und brachte Admiral Prinz Heinrich von Preußen vom 17. bis 20. Dezember 1907 mit einer Abordnung des Seeoffizierkorps zu den Beisetzungsfeierlichkeiten des schwedischen Königs Oskar II. nach Malmö.
Im Jahr 1910 erfolgten wieder Fahrten als Begleitung des Kaisers: im März nach Helgoland und vom 8. bis 27. Mai nach Großbritannien zum Begräbnis König Eduards VII. Vom 8. März bis zum 22. Mai 1911 diente die Königsberg erneut als Begleitkreuzer der Kaiserlichen Yacht nach Venedig (26. März 1911) und Korfu (24. April 1911) sowie  bei einem anschließenden Staatsbesuch des Kaiserpaares bei Georg V., dem neuen britischen König. Am 10. Juni 1911 wurde sie durch die Kolberg bei der Flotte ersetzt und am 14. Juni außer Dienst gestellt.
Vom 22. Januar bis zum 19. Juni 1913 befand sich die Königsberg nach einigen Verbesserungsarbeiten wieder im Flottendienst, um den wegen einer längeren Reparatur ausgefallenen Kreuzer Mainz zu ersetzen.
Am 1. April 1914 wurde sie dann erneut in Dienst gestellt, um die Ostafrikanische Station zu übernehmen. Am 28. April lief sie aus Wilhelmshaven aus, besuchte am 3. bis 5. Mai Almería, am 7./8. dann Cagliari und vom 9. bis 12. Mai Neapel, wo sie mit dem Flaggschiff der Mittelmeerdivision Goeben zusammentraf. Im Auftrag des Chefs der Mittelmeerdivision besuchte sie vom 15. bis 17. Mai noch Mersin und am 18./19. Alexandrette (heute İskenderun) in der Türkei, ehe sie am 21. Port Said erreichte und den Sueskanal am 23. passierte. Vom 27. bis 29. Mai besuchte der Kreuzer noch Aden und erreichte am 6. Juni 1914 Daressalam.

### Dienst in Ostafrika ab 1914
1914

Maziúa – Njassasee – Karonga – Sansibar – Rufijidelta – Kilimandscharo – Tanga
1915

Jassini – Bukoba – Tanganjikasee  – Saisi
1916

Oldoboro (Salaita) – Reata-Latema – Tabora Offensive (Tabora) – Kahe – Kondoa Irangi – Matamondo – Kilosa – Mlali – Dutumi – Kisaki – Kibata
1917

Behobeho – Nambanje – Kiawe Brücke – Rumbo – Mahiwa – Mahenge – Ngomano
1918

Namacurra – Lioma – Pere Hills
Die Königsberg trainierte als Stationsschiff ihre wenig eingeübte Mannschaft mit Küstenfahrten und verließ am 31. Juli weisungsgemäß den Hafen Daressalam wegen des drohenden Kriegsausbruches, um im Indischen Ozean Kreuzerkrieg zu führen. Vor dem Hafen des Hauptortes der deutschen Kolonie traf sie auf das britische Kap-Geschwader mit den Kreuzern Astraea, Pegasus und Hyacinth, dem sie sich durch einige Wendungen und mit hoher Geschwindigkeit scheinbar nach Süden entzog. Tatsächlich aber lief die Königsberg mit Beginn des Ersten Weltkriegs nach Norden zu den Hauptschifffahrtswegen. Am 6. August 1914 wurde im Golf von Aden der britische Frachter City of Winchester aufgebracht. Anschließend traf die Königsberg mit dem Reichspostdampfer Zieten, der Somali und anderen deutschen Schiffen am Ausgang des Persischen Golfs zusammen. Die erwogene Ausrüstung der Zieten zum Hilfskreuzer unterblieb unter anderem, weil diese kaum über Kohle verfügte (sollte fahrplanmäßig in Aden bunkern und hatte nur noch einen Vier-Tage-Vorrat) und mit der von der Königsberg beschafften Kohle erst in die Lage versetzt wurde, das noch neutrale Portugiesisch-Ostafrika anzulaufen. Nachdem man nach und nach Kohlenvorräte der City of Winchester übernommen hatte, wurde diese schließlich versenkt. Da im Golf von Aden keine weiteren Schiffe gefunden wurden, lief der Kreuzer nach Majunga, wo auch keine Schiffe vorgefunden wurden, und dann am 3. September in das Rufijidelta, weil der Kommandant hoffte, sich in der deutschen Kolonie mit Kohlen versorgen zu können. Von dort griff er im Morgengrauen des 20. September den mit Maschinenschaden im Hafen von Sansibar vor Anker liegenden britischen Leichten Kreuzer Pegasus an und konnte ihn versenken. 38 britische Seeleute wurden bei diesem Gefecht getötet, in dem der deutsche Kreuzer etwa 300 Schuss abgegeben haben soll, während die Pegasus nur etwa 50 abgab, da ihre Feuerleitung frühzeitig ausfiel und auch die Geschütze nach und nach zerstört wurden.

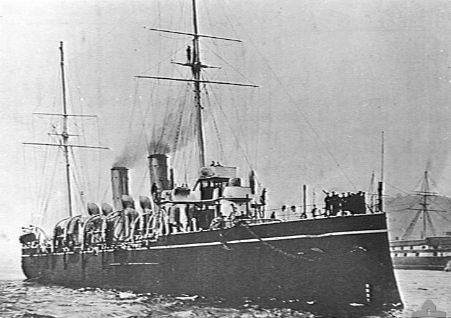
Die Pegasus

Nach dieser Aktion traten auch auf der Königsberg Maschinenschäden auf. Da man Nachrichten über britische Verstärkungen erhielt, zog sich der Kreuzer für die Reparaturen in das weitverzweigte Delta des Flusses Rufiji an der Küste der deutschen Kolonie zurück. Die Briten hatten keinerlei Informationen darüber, dass dieser Fluss für Schiffe dieser Größe befahrbar war. Somit war die Königsberg zeitweilig unauffindbar. Auf dem Landweg wurden Ersatzteile herangeschafft, um die Reparaturen in Ruhe auszuführen. Die Versenkung der Pegasus führte zur Abordnung der Chatham und weiterer moderner Kreuzer an die ostafrikanische Küste, um der Königsberg überlegene Kreuzer entgegenzustellen. Dann brachte eine Nachlässigkeit die Briten auf die Spur des gesuchten Kreuzers. Bei einer Durchsuchung des deutschen Handelsschiffes Präsident im Hafen von Lindi durch die Chatham fand man eine Quittung für die Lieferung einer Kohlenladung an die Königsberg. Darauf war auch der Ort Salale – eine Station im Delta des Rufiji – vermerkt.

### Ende im Rufijidelta

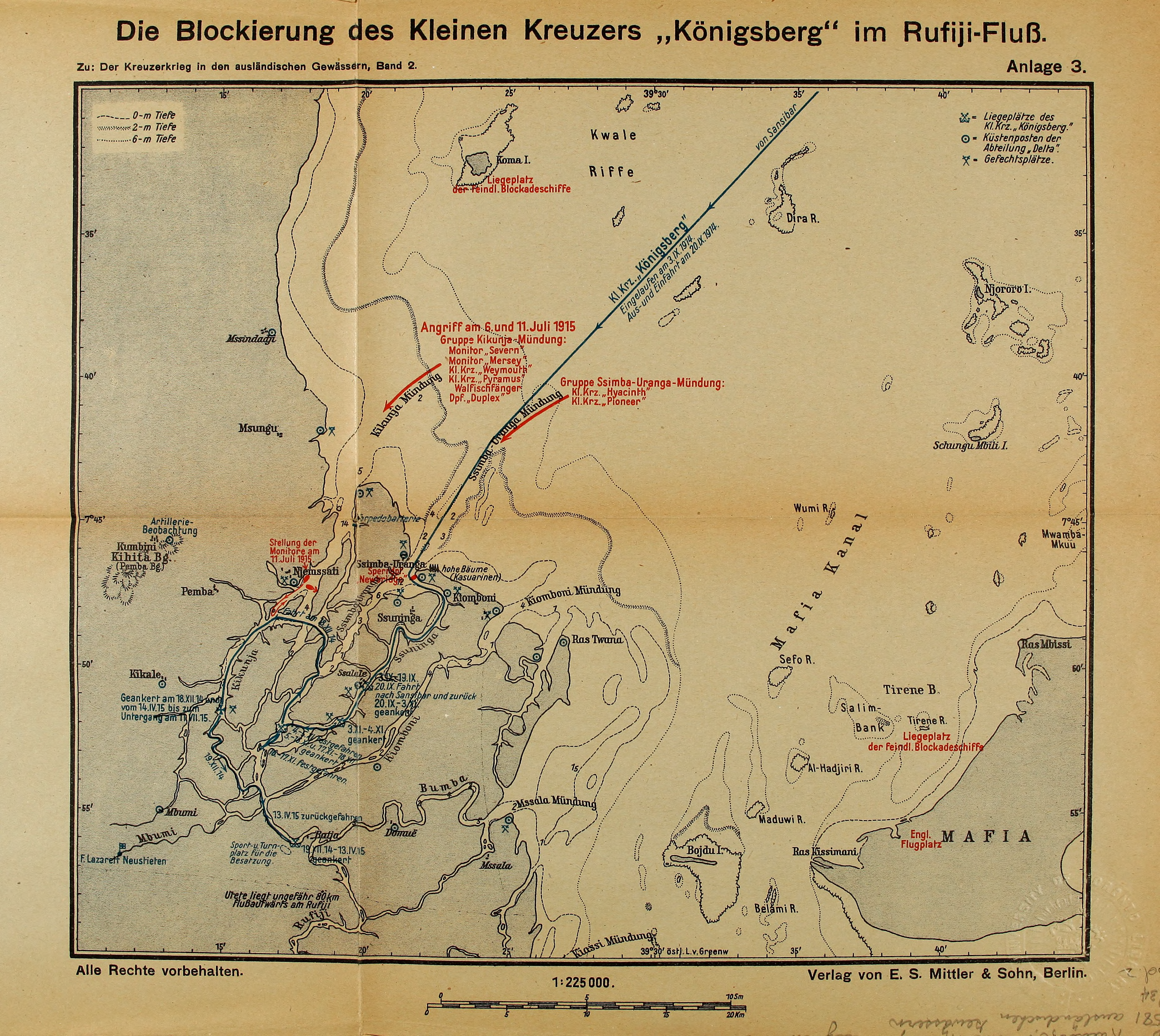
Die Blockierung der Königsberg im Rufiji-Delta

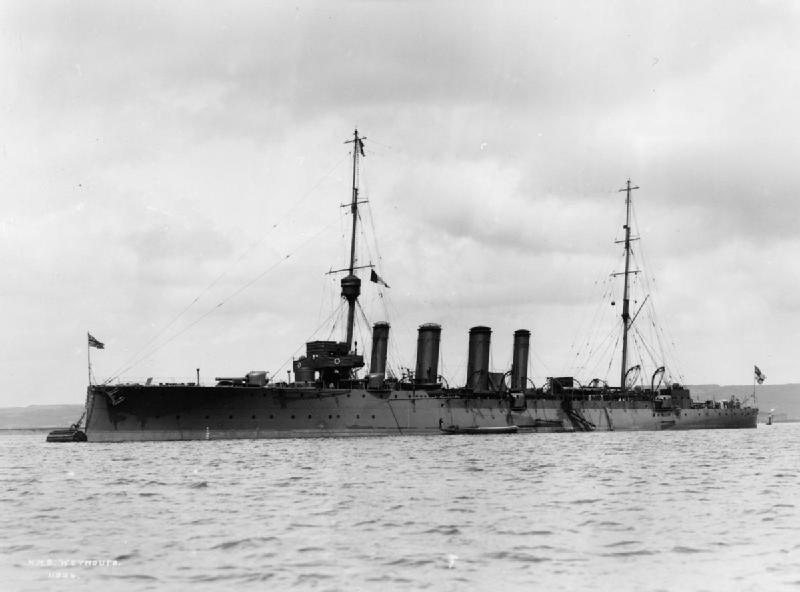
Die Weymouth

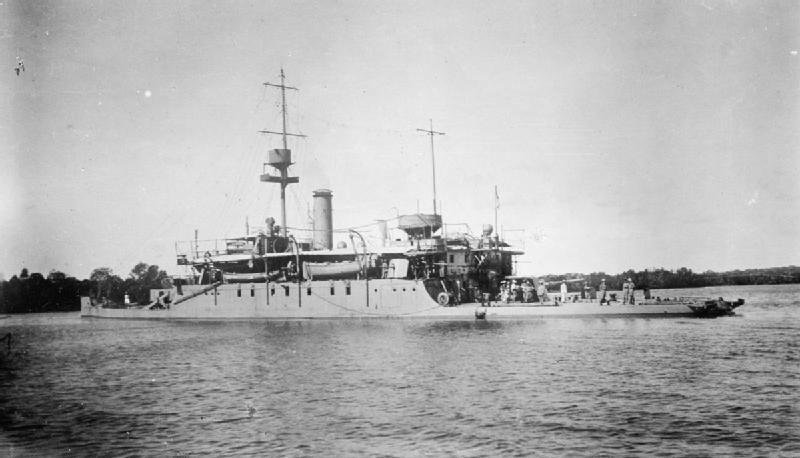
Die Severn

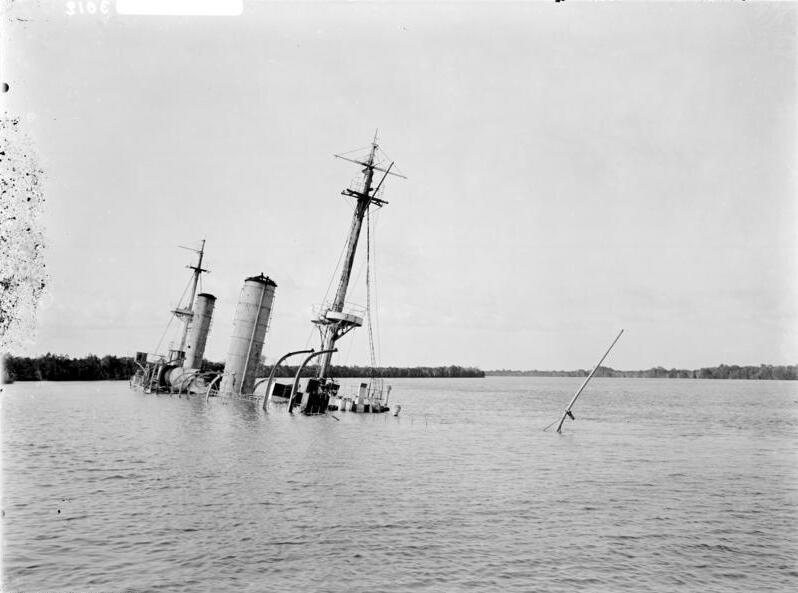
Wrack der Königsberg bei Flut

Am 30. Oktober 1914 konnte Major Philip Jacobus Pretorius von der Chatham die Masten der Königsberg im Mangrovenwald des Deltas entdecken. Man hatte es versäumt, die Masten entsprechend zu kürzen. Nun blieben die Schiffe der Royal Navy (zur Chatham kamen bis zum 5. noch die Weymouth – beide ursprünglich zur Mittelmeerflotte gehörig – und die Dartmouth von der East Indies Station hinzu) vor der Flussmündung liegen. Diese modernen Kreuzer der Town-Klasse waren der Königsberg in jeder Hinsicht überlegen. Genau einen Tag später trafen die letzten Ersatzteile ein, und die Königsberg war wieder voll einsatzklar. Nunmehr war sie jedoch in dem Delta eingeschlossen.
Nach dem 1. November 1914 begannen die britischen Kreuzer, die Königsberg und die Somali im Delta unter Beschuss zu nehmen. Die Chatham schoss auf sehr große Distanz, ohne die Königsberg direkt zu treffen, die sich weiter in das Delta zurückzog. Allerdings setzte sie die näher am Meer liegende Somali durch einen Treffer in die Kohlenladung in Brand. Der Besatzung gelang es nicht, das Feuer zu löschen, und die Somali glühte völlig aus.

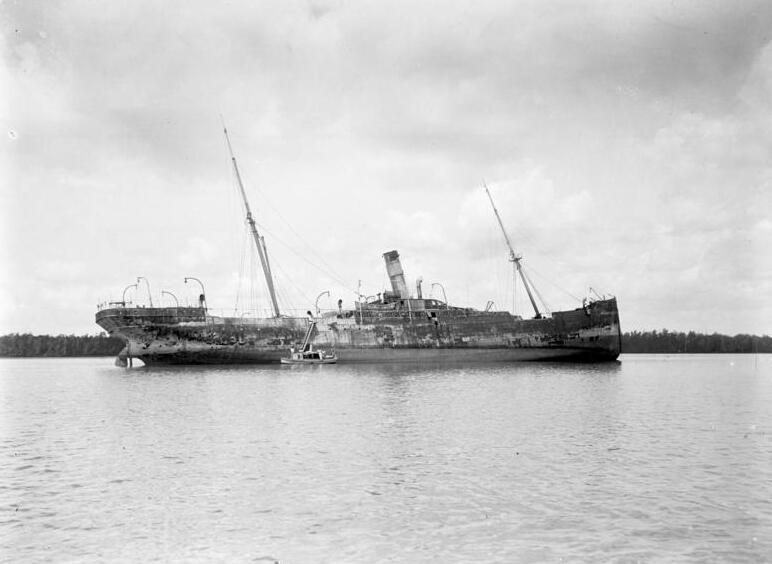
Wrack der Somali

Die Briten versenkten den Dampfer Newbridge als Blockschiff in einer der Mündungen und täuschten vor, Minen in anderen Deltaarmen verlegt zu haben. Am 19. November wurde erstmals ein Flugzeug zur Aufklärung der Position der Königsberg eingesetzt. Bis zu deren Versenkung kamen nach und nach zehn Maschinen zum Einsatz, von denen sechs verlorengingen.
Küstenposten verhinderten zunächst jeden Versuch, mit kleinen Booten den Fluss hinaufzukommen. Am 7. März 1915 traf das Linienschiff Goliath mit dem Befehlshaber des Kapgeschwaders, Sir Herbert Goodenough King-Hall, vor dem Rufijidelta ein. Das Linienschiff war bei Kriegsausbruch für das Kanalgeschwader aktiviert worden und dann im Herbst nach Indien auf die East Indies Station verlegt worden, um indische Truppentransporte in den Persischen Golf und nach Ostafrika vor den damals noch nicht unter Kontrolle befindlichen deutschen Kreuzern zu schützen. Mit einem Konvoi war sie nach Ostafrika gekommen und hatte Ende November 1914 schon zweimal Daressalam beschossen. Für die erste Aktion, bei der die Briten deutsche Handelsschiffe im Hafen kontrollierten, erhielt der damalige Kommandant der Goliath, Henry Peel Ritchie, der als Leiter der Kontrollgruppe schwerstverwundet wurde, als erster Marineoffizier des Weltkrieges ein Victoria-Kreuz im April 1915. Nach einer Überholung im südafrikanischen Simon’s Town von Dezember 1914 bis Februar 1915 war sie nun Flaggschiff des Kapgeschwaders. Der Versuch einer Beschießung der Königsberg war erfolglos, da diese auch außerhalb der Schussweite der Goliath lag, welche die Deltagewässer nicht befahren konnte. Schon am 25. März wurde die Goliath zu den Dardanellen abberufen. Am 1. April marschierte sie in Richtung Mittelmeer, und Admiral King-Hall stieg auf den Kreuzer Hyacinth um.
Da genaue Informationen zum Zustand der Königsberg fehlten, entschloss sich die britische Marine, zwei der ursprünglich für den Amazonas gebauten Monitore, Mersey und Severn, vom Mittelmeer nach Ostafrika schleppen zu lassen, da sie wegen ihres geringen Tiefganges in das Flussdelta vordringen konnten. Beide waren zuvor an der flandrischen Küste im Einsatz gewesen und hatten dort die Geschütze ihres vorderen 15,2-cm-Doppelturms aufgebraucht. Sie verfügten jetzt über zwei einzelne 15,2-cm-Geschütze vom Typ VII vorn und achtern, und ihre Haubitzen standen auf dem Bootsdeck. Sie waren auf dem Weg zu den Dardanellen mit ihrem Schwesterschiff Humber am 29. März in Malta eingetroffen. Am 28. April verließen die beiden Monitore mit vier Schleppern, ihrem Basisschiff Trent und einem Kohlendampfer Malta, erreichten am 15. Mai Aden und am 3. Juni die zwischenzeitlich besetzte Insel Mafia vor der Rufiji-Mündung, auf der jetzt auch die Beobachtungsflugzeuge stationiert wurden. Die Monitore führten Reparaturen durch, gaben nur für die Überführung benötigte Teile und Aufbauten von Bord und wurden gegen Infanteriebeschuss gesichert.
Am 6. Juli 1915 erfolgte der erste Angriff der Monitore, bei dem auch ihre Schlepper für Notfälle, drei kleine Walfänger zur Sicherung gegen Minen und die Kreuzer Weymouth und Pyramus über die Barre vor der Mündung des Rufiji gingen. Die Kreuzer beschossen die Bodentruppen der Deutschen im Delta und versuchten erkannte Geschützstellungen und Beobachtungsposten auszuschalten. Die Monitore verankerten sich in etwa 9 km Entfernung von der Königsberg und versuchten ab 6.30 Uhr unter Leitung von zwei Beobachtungsflugzeugen, mit indirektem Artilleriebeschuss den deutschen Kreuzer zu treffen. Dieser erwiderte das Feuer und wurde dabei von einem an Land errichteten Beobachtungsstand aus gelenkt. Er traf die Mersey mehrfach und setzte deren Buggeschütz nach etwa einer Stunde außer Gefecht. Aufgrund des Ausfalles eines Flugzeuges und der erlittenen Schäden zogen sich die Briten zurück. Sie hatten 635 Schuss abgegeben und dabei sechs Treffer erzielt. Auf der Mersey waren sechs Tote zu beklagen. Die Treffer auf der Königsberg wiederum verursachten geringe Mannschaftsverluste, die Gefechtsfähigkeit blieb unbeeinträchtigt.
Am 11. Juli gegen 12.00 Uhr wurde der Angriff wiederholt, wobei diesmal die Severn eine Meile weiter flussaufwärts ging. Die unterschiedlichen Positionen erschwerten den Beobachtern der Königsberg die Beurteilung ihres Trefferbildes, während die Monitore abwechselnd schossen, um den Flugzeugen die Zuordnung zu erleichtern, und die Severn auf der kürzeren Distanz auch mehr Wirkung erzielte. Nach mehreren schweren Treffern mit erheblichen Personalverlusten entstanden Brände im Achterschiff der Königsberg. Wegen Munitionsmangel musste sie gegen 13.40 Uhr das Feuer einstellen. Der Kommandant, Fregattenkapitän Max Looff, befahl nun der Besatzung, sich unter Mitnahme aller Verwundeten und Bergung der Geschützverschlüsse an Land zu begeben, und ordnete die Sprengung seines Schiffs an. Selbst schwer verwundet, verließ er den Kreuzer als Letzter. Nach Zündung zweier Torpedoköpfe, die im Vorschiff unterhalb der Wasserlinie ein Leck rissen, legte sich das Schiff über und versank bis zum Oberdeck bei 7° 51′ 40″ S, 39° 15′ 0″ O. Um 17.45 Uhr wurden Flagge und Wimpel der Königsberg niedergeholt. Sie hatte bei ihrem letzten Gefecht 33 Tote zu beklagen, während die Briten nur wenige Verletzte hatten. Die Monitore verschwanden gegen 16.00 Uhr und wurden dabei von den Ufergeschützen der Abteilung Delta beschossen. Im flachen Wasser blieb das Deck des gesunkenen Kreuzers noch über der Wasserlinie, und daher konnte das Schiff nach dem Abzug der Briten ausgeschlachtet werden. Die Bergung des Materials, insbesondere der Geschütze, dauerte bis zum 18. September. Die Besatzung wurde gruppenweise auf dem Landweg nach Daressalam gebracht.
Vorübergehend wurden gegen die Königsberg ein Linienschiff, neun Kreuzer, zwei Monitore und ein Hilfskreuzer eingesetzt. Bei den Anläufen zur Luftbeobachtung wurden sechs der herbeitransportierten Flugzeuge verschlissen, die sich alle als un- oder nur wenig geeignet für die Tropen erwiesen.

### Nachspiel
Die Besatzung der Königsberg wurde in die deutsche Ostafrika-Schutztruppe unter General Paul von Lettow-Vorbeck eingegliedert. Nur 32 von ihnen kehrten 1919 nach Deutschland zurück.

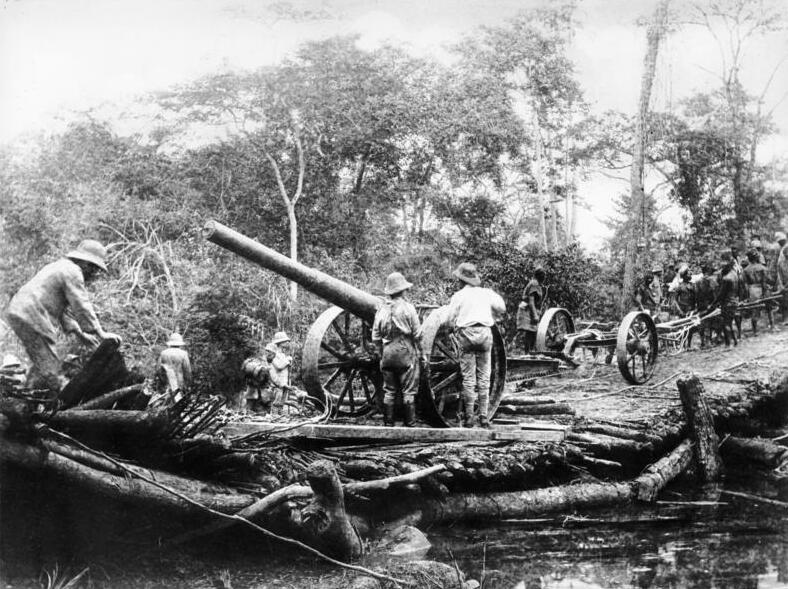
Eine Kanone der Königsberg im Landeinsatz

Die Kanonen der Königsberg wurden mit Hilfe des Ladegeschirrs des Küstendampfers Hedwig geborgen und dienten anschließend der Schutztruppe. Sie wurden dazu entsprechend zur Feldartillerie umgebaut und über die ganze Kolonie verteilt. Es waren die größten Geschütze des Landkrieges in Ostafrika. Zwei Kanonen der Königsberg wurden auf dem Binnenschiff Graf Goetzen, das auf dem Tanganjikasee fuhr, verwendet.
Auch die Briten hatten die Geschütze der versenkten Pegasus geborgen und für den Landkrieg umgerüstet. So beschossen sich Geschütze der Königsberg und der Pegasus während der Kämpfe um Kondoa-Irangi im Juni 1916 erneut. Während ihres Rückzuges zwischen März 1916 und Oktober 1917 verlor die Schutztruppe allmählich diese großen Waffen bzw. gab sie nach und nach auf. Man hatte kaum noch Munition dafür, und von Lettow-Vorbeck musste zu einer beweglicheren Kampfweise übergehen. Der Transport der Geschütze erforderte in den unwegsamen Gebieten bis zu 400 Träger.
Das Wrack der Königsberg lag im flachen Wasser der Rufiji-Mündung und war jahrzehntelang bei Niedrigwasser zu sehen, bis es im Schlick versunken war. Im August 1923 wurden die Reste vom „Tanganyika Territory Government“ zum Abbruch angeboten. Eine 10,5-cm-Kanone der Königsberg und eine 10,2-cm-Kanone der Pegasus stehen heute Seite an Seite vor dem Fort Jesus in der kenianischen Hafenstadt Mombasa, wo sie zur britischen Kolonialzeit aufgestellt wurden. Zwei weitere erbeutete Königsberg-Geschütze sind in Pretoria (Südafrika) und Jinja (Uganda) aufgestellt.

### Philatelistische Bedeutung
Der Briefmarkenbestand der Marineschiffspost der Königsberg wurde zusammen mit dem Bestand der Möwe in Deutsch-Ostafrika aufgebraucht. Es handelt sich dabei um gewöhnliche Briefmarken der Germania-Ausgabe des Deutschen Reiches zu 3, 5, 10, 20 und 50 Pf. sowie zu 1 Mark. Durch die kriegsbedingte Isolation von Deutsch-Ostafrika kam es zu einem Mangel an Briefmarken von Deutsch-Ostafrika, der durch diverse Aushilfsmaßnahmen ausgeglichen wurde. Dazu dienten auch die Briefmarken aus den Marineschiffspostbeständen, die regulär keine Gültigkeit in Deutsch-Ostafrika hatten. Die Marken wurden auf acht mittelgroße Postämter verteilt, wo diese im Innendienst auf Paketkarten aufgebraucht wurden. Unter Philatelisten sind diese Marken unter dem Begriff „Königsberg-Ausgabe“ bekannt.

## Kommandanten
| 6. April 1907 bis 30. September 1908  | Korvettenkapitän / Fregattenkapitän Otto Philipp    |
| 1. Oktober 1908 bis 30. November 1909 | Fregattenkapitän Adolf Kloebe                       |
| 1. Dezember 1909 bis September 1910   | Fregattenkapitän / Kapitän zur See Adolf von Trotha |
| September 1910 bis 14. Juni 1911      | Korvettenkapitän / Fregattenkapitän Paul Heinrich   |
| 22. Januar bis 19. Juni 1913          | Fregattenkapitän Heinrich Retzmann                  |
| 1. April 1914 bis 11. Juli 1915       | Fregattenkapitän Max Looff                          |

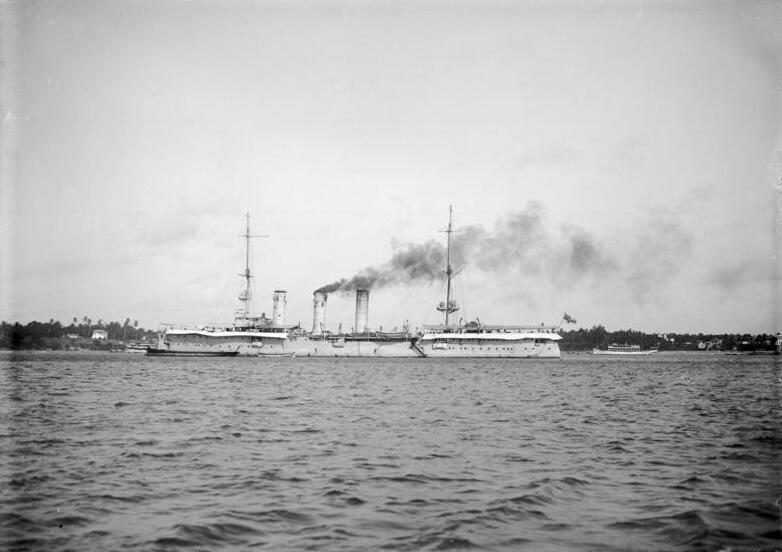
Die Königsberg vor der Küste Deutsch-Ostafrikas
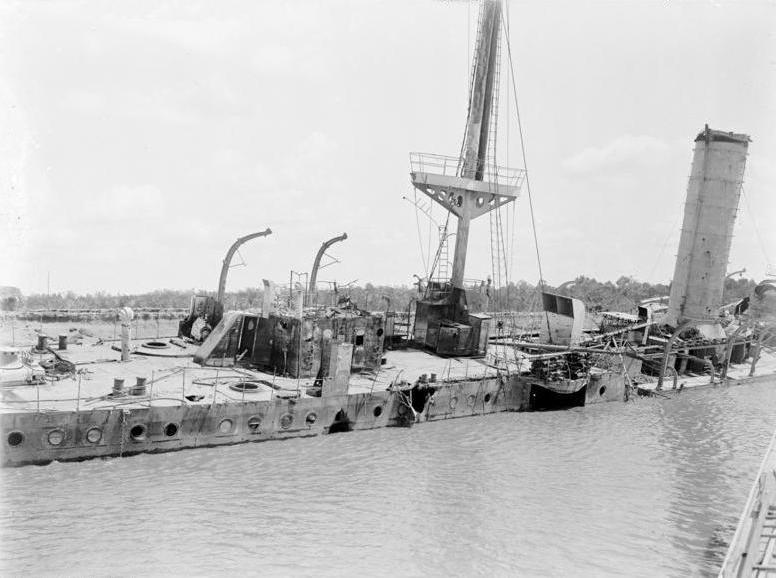
Wrack der Königsberg
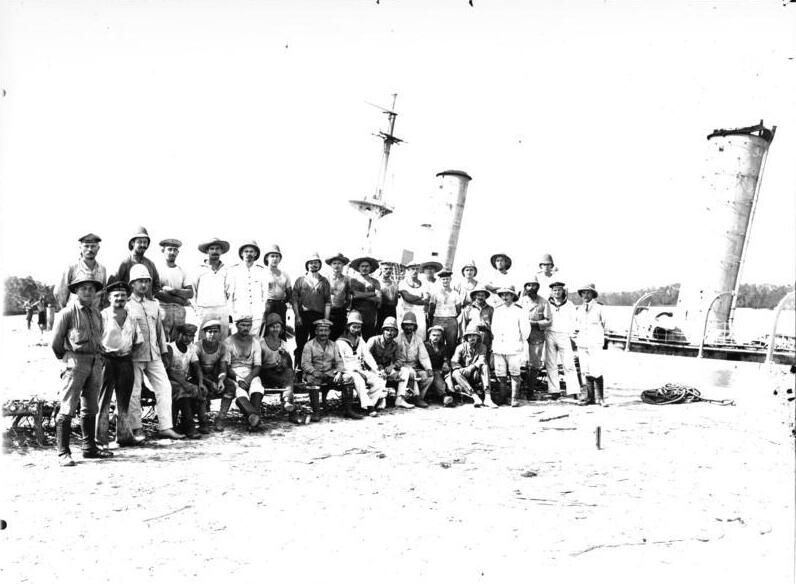
Besatzung vor der versenkten Königsberg
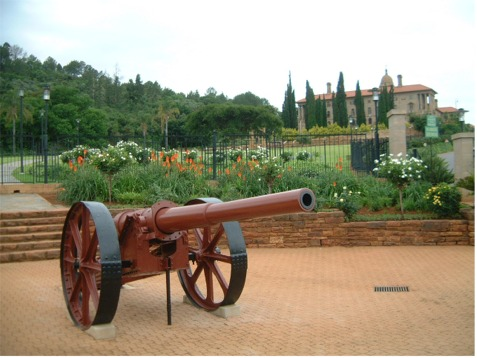
Ein Königsberg-Geschütz an den Union Buildings in Pretoria
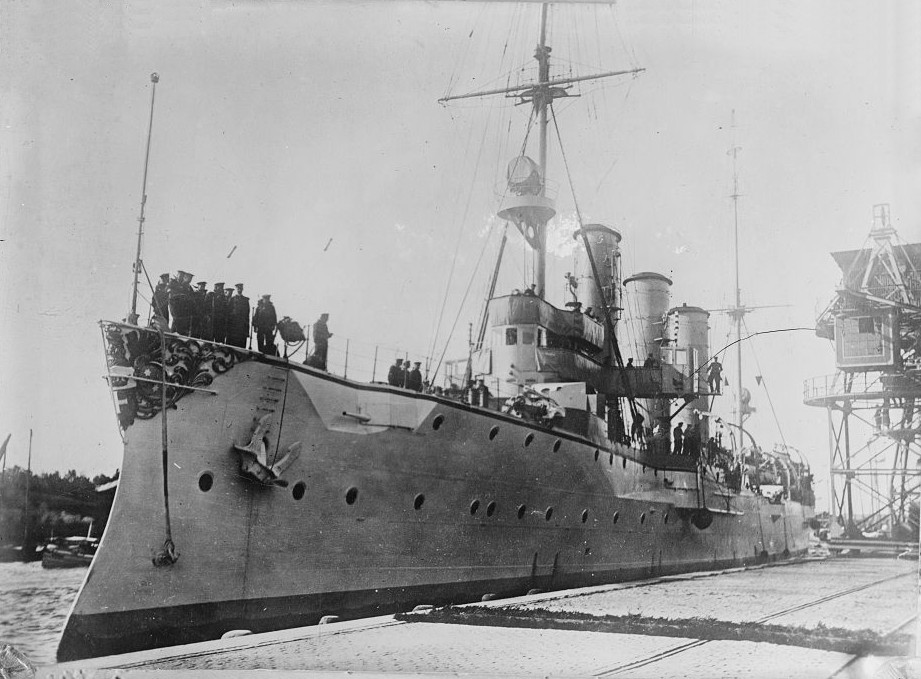
Die Königsberg im Hafen